# Râul Valea Vinului, Taița
Râul Valea Vinului este un curs de apă, afluent al râului Taița. 